# グロスター伯爵
グロスター伯爵（グロスターはくしゃく、英: Earl of Gloucester）は、イングランド貴族の爵位。

## 歴史
イングランド王ヘンリー1世の庶子ロバート(c.1090–1147)は1122年6月と9月の間にイングランド貴族であるグロスター伯爵に叙された。彼は1137年に国王スティーブンと争い、1138年に領地を剥奪されたが、1139年に父の妻マティルダとともにイングランドに上陸して、マティルダの軍勢の指揮官を務めた。
2代伯ウィリアム・フィッツロバート(1116–1183)は息子に先立たれ、娘を3人残したが、そのうち3女イザベル(c.1160/1166–1217)がグロスター伯爵位を継承し、国王ジョンと結婚した。彼女はジョンの死後に2度再婚したが、子女をもうけず、その死後は姉の息子ギルバート・ド・クレア(1180–1230)がグロスター伯となった。以降父から息子への継承が続いたが、息子の夭折した8代伯ギルバート・ド・クレア(1291–1314)が死去すると、爵位は王領に吸収された。
第1期グロスター伯爵がまだ存続していた1297年、7代伯の娘ジョーン・オブ・アッカ(1272–1307)と結婚したラルフ・ド・モンザーマー(1270–1325)はこの結婚に基づきグロスター伯爵を名乗り、1307年の妻の死とともにグロスター伯爵を名乗る権利を失った。ラルフは1306年にアソル伯爵に叙されたが2か月後に返上、1309年にモンザーマー男爵として議会に招集された。
ヒュー・ド・オードリー(c.1291–1347)は1317年に裕福な相続人マーガレット・ド・クレア(1293–1342)と結婚した後、1320年代にル・ディスペンサー家と争い、1337年3月16日にグロスター伯爵に叙された。しかし妻との間で息子をもうけず、爵位は1代で廃絶した。
第2代ル・ディスペンサー男爵トマス・ル・ディスペンサー(1373–1400)は1397年9月29日にグロスター伯爵に叙されたが、1399年11月3日に剥奪され、1400年1月13日に処刑された。

## グロスター伯爵（1121年）
- 初代グロスター伯爵ロバート（1090年ごろ – 1147年）
- 第2代グロスター伯爵ウィリアム・フィッツロバート（英語版）（1116年 – 1183年）
- 第3代グロスター伯爵イザベル（1160年代 – 1217年）
- 第4代グロスター伯爵アモーリー4世・ド・エヴァルー（英語版）（1213年ごろ没）
- 第5代グロスター伯爵および第4代ハートフォード伯爵ギルバート・ド・クレア（1180年 – 1230年）
- 第6代グロスター伯爵および第5代ハートフォード伯爵リチャード・ド・クレア（1222年 – 1262年）
- 第7代グロスター伯爵および第6代ハートフォード伯爵ギルバート・ド・クレア（1243年 – 1295年）
- 第8代グロスター伯爵および第7代ハートフォード伯爵ギルバート・ド・クレア（英語版）（1291年 – 1314年）

## グロスター伯爵（1297年）
- 初代グロスター伯爵ラルフ・ド・モンザーマー（英語版）（1270年 – 1325年）
  - 1307年、妻の死によりグロスター伯爵を名乗る権利を失う

## グロスター伯爵（1337年）
- 初代グロスター伯爵ヒュー・ド・オードリー（英語版）（1291年ごろ – 1347年）

## グロスター伯爵（1397年）
- 初代グロスター伯爵トマス・ル・ディスペンサー（1373年 – 1400年）
  - 1399年剥奪、1400年処刑